# K.u.k. Husarenregiment „Graf von Hadik“ Nr. 3

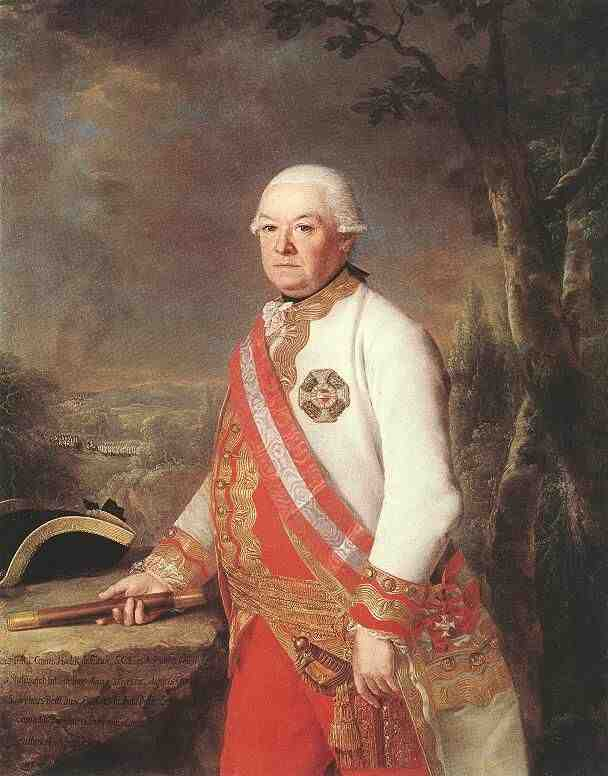
Der Namensgeber, Graf von Hadik

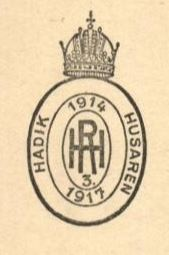
Wappen des K.u.K. Hadik Husaren Regiment Nr. 3. im 1917

Der Verband war 1702 als Forgách-Husaren für die kaiserlich-habsburgische Armee errichtet worden. Aus diesem entwickelte sich im Laufe der Zeit bis hin zur Gemeinsamen Armee innerhalb der Österreichisch-Ungarischen Landstreitkräfte das Husarenregiment „Graf von Hadik“ Nr. 3.
1769 wurde dem Regiment in der neu errichteten Kavallerie-Rangliste die Bezeichnung Cavallerie-Regiment Nr. 32 zugeteilt. Der Name lautete jedoch bis 1798 weiterhin nach dem Regimentsinhaber (der nicht auch der Kommandant sein musste). Eine verbindliche Regelung der Schreibweise existierte nicht. (zum Beispiel Regiment Graf Serbelloni – oder Regiment Serbelloni.) Mit jedem Inhaberwechsel änderte das betroffene Regiment dann auch seinen Namen.
Nach der Änderung des Systems 1798 galt vorrangig die nummerierte Bezeichnung, die unter Umständen mit dem Namen des Inhabers verbunden werden konnte.
Im Jahre 1915 wurden alle Ehrennamen ersatzlos gestrichen. Der Verband hieß von da an offiziell nur noch Husarenregiment Nr. 3.

## Aufstellung
Am 28. Februar 1702 erhielt der Generalfeldwachtmeister Forgách von Kaiser Leopold I. das Patent und somit die Erlaubnis ausgehändigt, ein Husarenregiment aufzustellen. Als Werbebezirke erhielt er die Komitate Raab, Gran, Komorn und Komitat Veszprém zugewiesen.
Im Jahre 1705 wurde dieses Husaren-Regiment Forgách durch Teile der aufgelösten Husaren-Regimenter Gombos, Czungenberg (Czonkabeg) und Loósy aufgestockt.
- 1748 wurde das Regiment durch eine Eskadron des aufgelösten Husaren-Regiments Trips verstärkt.
- 1768 erfolgte eine weitere Verstärkung durch eine Eskadron des aufgelösten Husarenregiments Emerich Esterházy.
- 1769 wurde dem Verband die Kavallerie-Ranglistennummer 32 zugewiesen.
- 1775 erfuhr das Regiment eine weitere Verstärkung durch die Eingliederung der Majors-Division (eine Division bestand aus zwei Eskadrons) des aufgelösten Regimentes Wurmser
- 1798 musste eine Division an das neu aufgestellte Husarenregiment Nr. 7 abgegeben werden.
- 1849 Nach den Aufständen in Ungarn, in denen das Regiment aktiv auf Seiten der Rebellion gekämpft hatte, erfolgte in Troppau (Schlesien) eine Reorganisation und Neuaufstellung
- 1860 wurde die 4. Division Eskadron aufgelöst und eine aus diesem Personal formierte Eskadron an das neu zu errichtende Freiwilligen-Husarenregiment Nr. 2 abgegeben.

### Personalstärke
Die von Kaiser Leopold I. am 2. März 1702 unterzeichnete Capitulations-Urkunde ist noch vorhanden und befindet sich im Heeresgeschichtlichen Museum in Wien. Dar Passus die Personalstärke betreffend lautet:
„Es soll des Regiments-Stärke sich belauffen auf zehn Companien, deren eyne jede ausgestattet seyn soll mit dem Rittmeister, dem Lieutenant, dem Cornet, dem Wachtmeister, dem Fourier, dem Musterschreiber, dem Feldscher, dem Trompetter, dem Schmied und dem Sattler. Dazu kommen drey Corporals und 87 Reitter weswegen sich die Companie aus einhundert Ober-Officiers, Unter-Officiers und Reittern zusammensetzt. Des Regiments prima plana bestehet aus eynem Obristen, Obristleutenant, Regimentsschultheiss, Regimentskaplan, Proviantmeister, Adjutant, Wagenmeister, dem Regiments-Profoss mitsambt seynen Leuthen und dem Heerpauker. Summa bestehet das Regiment aus eintausendundfünfzehn zur Löhnung anstehenden Militär-Personen“
Ob diese Stärke je erreicht wurde, ist nicht erwiesen.

### Ergänzungsbezirke
- 1781 Ofen
- 1853–1857 Großwardein und Szegedin
- 1857–1867 Großwardein und Arad
- 1868–1878 Szegedin und Szolnok
- 1878–1888 Becskerek
- 1883–1889 Temesvár, anschließend Militär-Territorial-Bezirk Temesvár.

## Friedensgarnisonen
| I. | II. | III. |
| --- | --- | --- |
| - 1714–1716 Eskadronsweise verteilt auf das Komitat Veszprém - 1718 Eskadronsweise verteilt auf ganz Ungarn - 1733–1734 Eskadronsweise verteilt auf Schlesien - 1735 Eskadronsweise verteilt auf die Lombardei - 1736–1737 Eskadronsweise verteilt auf das Banat - 1739 Temesvár - 1740–1741 Pest - 1748 Szatmár - 1751 Nagyenyed - 1752 Fogaras - 1754–1756 Tokaj - 1763 Troppau und Bielitz - 1768 Sárospatak - 1772 Lemberg - 1774 Tarnów und Bochnia - 1777–1778 Suczawa | - 1779 Wagstadt - 1785 Reichstadt - 1790 Gabel - 1792 Pardubitz - 1798 Sigmaringen, danach Verlegung nach Böhmen - 1801 Mór - 1804–1805 Radkersburg - 1806 Troppau, dann Gabel - 1807 Jitschin - 1808–1809 Troppau - 1810 Sárospatak - 1812–1813 Christianopol - 1814–1815 Troppau - 1820 Vicenza - 1824 Wien - 1825 Lovasberény - 1826 Mór | - 1832 Kecskemét - 1836 Gyöngyös - 1842 Sárospatak - 1849 Troppau - 1851–1859 Brzezany - 1859–1860 Graz - 1868 Brandeis - 1871 Medgyes - 1876 Hermannstadt - 1891 Ungarisch Weißkirchen - 1892 Temesvár - 1894 Arad - 1904 Gródek Jagiellonski - 1911 Przemyśl - 1912 Stab + 2. Esk. Sopron / I.DivKdo / 1.Esk. + 2.Esk. Nezsider / II. DivKdo Szentgyörgy |

## Regimentsinhaber
- 1702 Generalfeldwachtmeister Simon Graf Forgách de Ghymes (Husaren-Regiment Forgách de Ghymes)
- 1704 Generalfeldwachtmeister Martin von Lehoczky  (Husaren-Regiment Lehoczky)
- 1712 Generalfeldwachtmeister Paul Freiherr von Babocsay (Husaren-Regiment Babocsay)
- 1727 Feldmarschall-Lieutenant Stephan Freiherr Dessewffy  (Husaren-Regiment Dessewffy)
- 1742 Generalfeldwachtmeister Freiherr Joseph Festetics de Tolna (ab 1749 Graf) (Husaren-Regiment Tolna)
- 1757 Generalfeldwachtmeister Anton Graf Széchenyi  (Husaren-Regiment Széchenyi)
- 1767 Generalmajor Ferdinand Franz von Ujházy (Husaren-Regiment Ujházy)
- 1768 General der Kavallerie Emerich Fürst Esterházy (Husaren-Regiment Esterházy)
- 1792–1794 unbesetzt (Husaren-Regiment Pardubitz)
- 1794 Feldmarschall Erzherzog Ferdinand Carl d´Éste  (Husaren-Regiment d'Éste)
- 1798 Änderung der Namensgebung in Husaren Regiment Nr. 3
- 1850 Prinz Carl von Bayern (legte 1866 die Inhaber-Stelle nieder)
- 1866 Feldmarschalleutnant Ludwig Folliot de Crenneville
- 1876–1900 General der Kavallerie Emerich Prinz von Thurn und Taxis

### Zweiter Inhaber
- 1794 Rudolf Ritter von Otto, GdK, († 1811)
- 1814 Graf Adam von Neipperg, FML, († 1829)
- 1829 Graf August von Vecsey, GdK,  († 1857)
- 1857 Freiherr Joseph von Barco, FML, († 1861)
- 1861 Graf Ludwig Foliot de Creneville, FML (ab 1866 erster Inhaber)

### Regiments-Kommandanten
| I. | II. | III. |
| --- | --- | --- |
| - 1702 der Inhaber, Obrist Graf Forgách - 1703 Obristlieutenant Thomas Graf Csáky - 1704 der Inhaber Obrist Lehoczky Márton - 1711 Obristlieutenant Pál Babócsay - 1712 derselbe als Obrist-Inhaber - 1721 Obrist István Freiherr von Dessewffy - 1723 Obristlieutenant-Obrist Peter Franchicz - 1732 Obristlieutenant Pestvármegyey - 1733 Obristlieutenant-Obrist Freiherr Josef Festetics de Tolna (später Inhaber) - 1739 Obrist Ladislaus Graf Cziráky von Denésfalva - 1742 Obrist Samuel Graf Teleky - 1747 Obrist Franz Schreger - 1754 Obrist Georg Freiherr von Luszinsky - 1756 Obrist Carl Wilhelm Nauendorf - 1757 Oberst Stephan Freiherr von Vécsey - 1759 Oberst Franz von Petrowsky | - 1763 Oberst Philipp Graf Batthyány - 1773 Oberst Michael Freiherr Splényi de Miháldy - 1779 Oberst Joseph Pallasty - 1784 Oberst Stephan Graf Keglevich - 1790 Oberst Paul Dévay - 1797 Oberst Franz Freiherr von Löpper - 1801 Oberst Johann von Andrássy - 1804 Oberst Peter Freiherr Vécsey von Hajnácskeö - 1809 Oberst Ferdinand Prinz zu Sachsen-Coburg - 1810 Oberst Stephan Freiherr von Wesselényi - 1813 Oberst Joseph von Gosztonyi - 1820 Oberst Carl Fürst Auersperg - 1831 Oberst Johann von Zahn - 1836 Oberst Carl Otto - 1844 Oberst Leopold Graf Kolowrat-Krakowsky - 1849 Oberst Adolph Schönberger | - 1851 Oberst Johann Freiherr Jósika von Branyicska - 1858 Oberst Heinrich Rupprecht von Virtsolog - 1863 Oberst Julius Gradwohl - 1868 Oberst Johann Graf Attems - 1873 Oberstlieutenant Eugen von Mehlem - 1873 Oberst Arthur Graf Lichtenberg-Mordaxt-Schneeberg - 1878 Oberstlieutenant-Oberst Theodor Galgóczy de Galantha - 1884 Oberst Otto Ritter Görger von St. Jörgen - 1890 Oberstlieutenant-Oberst Ludwig Maxon de Róvid - 1891 Oberst Joseph Gaudernak - 1895 Oberstlieutenant-Oberst Ignaz Kaffka - 1903 Oberst Peter Arnold - 1904 Oberst Friedrich Lázár - 1905 Oberst Peter Arnold - 1909 Oberst Johann Ostermuth - 1913 Oberstleutnant/Oberst Friedrich Edler von Kirsch |

## Gefechtskalender

### Spanischer Erbfolgekrieg
- 1702: rückte das Regiment zum Rhein aus und nahm an der Belagerung von Landau teil.
- 1703: Sicherungs und Patrouillendienste
- 1704: Gefechte in Baden, in der Oberpfalz und bei Hohen-Aschau. Streifzüge im umkämpften Gebiet.
- 1705: Kämpfe im Kurfürstentum Bayern, Teilnahme am Gefecht bei Sendling.
- 1706: Gefecht bei Aidenbach.
- 1707: Besatzung von Freiburg im Breisgau und Landau. Patrouillendienste am Oberrhein. Überfall bei Ellingen unter Frhr. v Babocsay.
- 1708: Patrouillendienste am Rhein und in Bayern. Keine Kampfhandlungen.
- 1709: Patrouillendienste am Oberrhein, Scharmützel bei Rumersheim.
- 1710/11: Patrouillendienste am Rhein und in Bayern. Scharmützel bei Erlebach und Lauterburg.
- 1712: Teilnahme einer Abteilung am Angriff auf die Lauterburg-Linie
- 1713: Teilnahme an der Belagerung und Eroberung von Landau.

### Venezianisch-Österreichischer Türkenkrieg
- 1716: Gefechte bei Carlowitz und Schlacht von Peterwardein, danach zum Belagerungsring um Temesvár abgestellt.
- 1717: Belagerung von Belgrad (Schutz der Donaubrücke), Verfolgung der Türken, Aufklärungsvorstoß gegen Zwornik.
- 1734/35: Patrouillendienste bei der Armee des Prinz Eugen am Rhein.
- 1737: unter Freiherr Festetics an der Eroberung von Bagna-Palánka teilgenommen.

### Russisch-Österreichischer Türkenkrieg (1736–1739)
- 1738: Das Regiment stand bei der Hauptarmee und nahm an keinen Kampfhandlungen teil.
- 1739: hohe Verluste (etwa 150 Mann) in der Schlacht bei Grocka.

### Österreichischer Erbfolgekrieg
- 1740: Kämpfe in Schlesien und in Böhmen. Sieg im Gefecht bei Neuhaus.
- 1741: Teilnahme an der Schlacht bei Tschaslau (Chotusitz) und dem Überfall von Písek. Gefecht bei Pilsen. Später zur Belagerung von Prag abgestellt
- 1743: nahm das Regiment unter Freiherr Festetics an der Blockade von Eger teil.
- 1744: Einmarsch in Bayern, danach Vormarsch an den Rhein.
- 1745: Kämpfe bei Habelschwerdt in Schlesien. Schlacht bei Hohenfriedeberg.
- 1746/47: Patrouillendienste in den spanischen Niederlanden. Vier Eskadrons wurden nach Italien verlegt.
- 1756: Verlegung nach Böhmen, Scharmützel bei Ober-Pless.

### Siebenjähriger Krieg
- 1757: kämpfte die Einheit bei der Einnahme von Brandeis und in der Schlacht bei Kolin. Danach als Teil der Reichsarmee Gefecht bei Gotha.
- 1758: Gefechte und Verfolgungskämpfe unter Freiherr Vécsey im Gebiet um Bamberg.
- 1759: Mitwirkung bei der Einnahme von Herzfeld, Gefechte bei Ochsenfurt und Meißen. Erfolgreiche Teilnahme an der Schlacht bei Maxen.
- 1760: Gefechte bei Dresden und Kunzendorf. Schlacht bei Torgau.
- 1761: Patrouillendienste in Sachsen.
- 1762: Überfall auf Meißen, Angriff auf die Verschanzung von Pretschdorf und Schlacht bei Freiberg.

### Bayerischer Erbfolgekrieg
- 1778: Patrouillendienste in Schlesien, Scharmützel bei Mittelwalde, Grulich und Troppau.
- 1779: Patrouillen- und Sicherungsdienste

### Koalitionskriege
- 1792: Das Regiment stand in Böhmen, eine Division kämpft in den Niederlanden in Gefechten bei Evrehaillem Assesse und Cense de Viet. Das restliche Regiment verlegt ebenfalls in die Niederlande, Streifzüge in der Champagne, mit einem Gefecht bei Croix-au-Blois. Teile des Regiments kämpfen im Gefechten bei Tirlemont, Maubeuge, Templeuve, Annapes Lille, Etreux, Mons-eu-Pévelle und Cysoing.
- 1793: zum Korps York abgestellt. Gefechte bei Abscon und Vaux (dort gelang es Major Löpper mit seiner Division eine Anzahl von Kanonen zu erobern), bei Landrecies, Tournay, Tourcoing, Tongern und Houtain-St. Siméon. Teilnahme an der Schlacht bei Neerwinden und an der Eroberung von Marchiennes.
- 1795: Patrouillen- und Sicherungsdienste vor der Festung Mannheim.
- 1796: Patrouillen- und Sicherungsdienste am Oberrhein, Scharmützel bei Mündelheim, Appenweier, Oberkirch, Dillingen, Schlacht bei Neresheim, Friedberg und Biberach.
- 1797: Patrouillen- und Sicherungsdienste am Oberrhein. Es fanden keine Kampfhandlungen statt.
- 1799: Einsatz in der Schlacht bei Ostrach und der Schlacht bei Stockach, Kämpfe bei Donaueschingen und Alt-Breisach.
- 1800: Kämpfe am Oberrhein. Gefechte bei Breisach und Schliengen, Wettenhausen, Schwabmünchen und Hohenlinden.
- 1805: Verlegung nach Italien mit Gefechten bei Castelvecchio, Caldiero, Villanova und San Pietro-Engú.
- 1809: gehörte das Regiment zu III. Korps der k.k. Armee in Deutschland. Es nahm am Gefecht bei Eglofsheim, der Schlacht bei Aspern und bei Wagram teil.
- 1813: Der Armeegruppe in Böhmen zugeteilt. Kämpfe bei Dresden, Zeitz, Chemnitz, Penig, und im Gefecht bei Liebertwolkwitz. Teilnahme an der Völkerschlacht bei Leipzig.
- 1814: zum IV. Korps abgestellt kämpften sechs Eskadronen des Regiments bei Langres, Brienne, Montereau, Fontaine-Guerins, Arcis-sur-Aube und bei Fére-Champenoise. Die 2. Majors und beide Veliten-Divisionen standen in dieser Zeit bei der Süd-Armee.
- 1815: Verfolgungskämpfe und Gefechte bei Dannemarie und Belfort in Frankreich.

### Risorgimento
- 1821: Das Regiment versah Sicherungsaufgaben in Italien, eine Division in der Gegend um Neapel, die zweite im Piemont.

### Revolution von 1848/1849 im Kaisertum Österreich
- 1848/49: Die ungarische Sezessionsregierung setzte das Regiment gegen die kaiserlichen Truppen und deren Verbündete ein.

### Sardinischer Krieg
- 1859: Mitte Juni verlegte das Regiment nach Italien und kämpfte bei der Schlacht von Solferino.

### Dritter Italienischer Unabhängigkeitskrieg
- 1866: Die Einheit gehörte zur Süd-Armee in Italien und kämpfte in der Schlacht bei Custozza. Eine Eskadron war zu den Besatzungstruppen von Verona abgestellt worden.

### Erster Weltkrieg

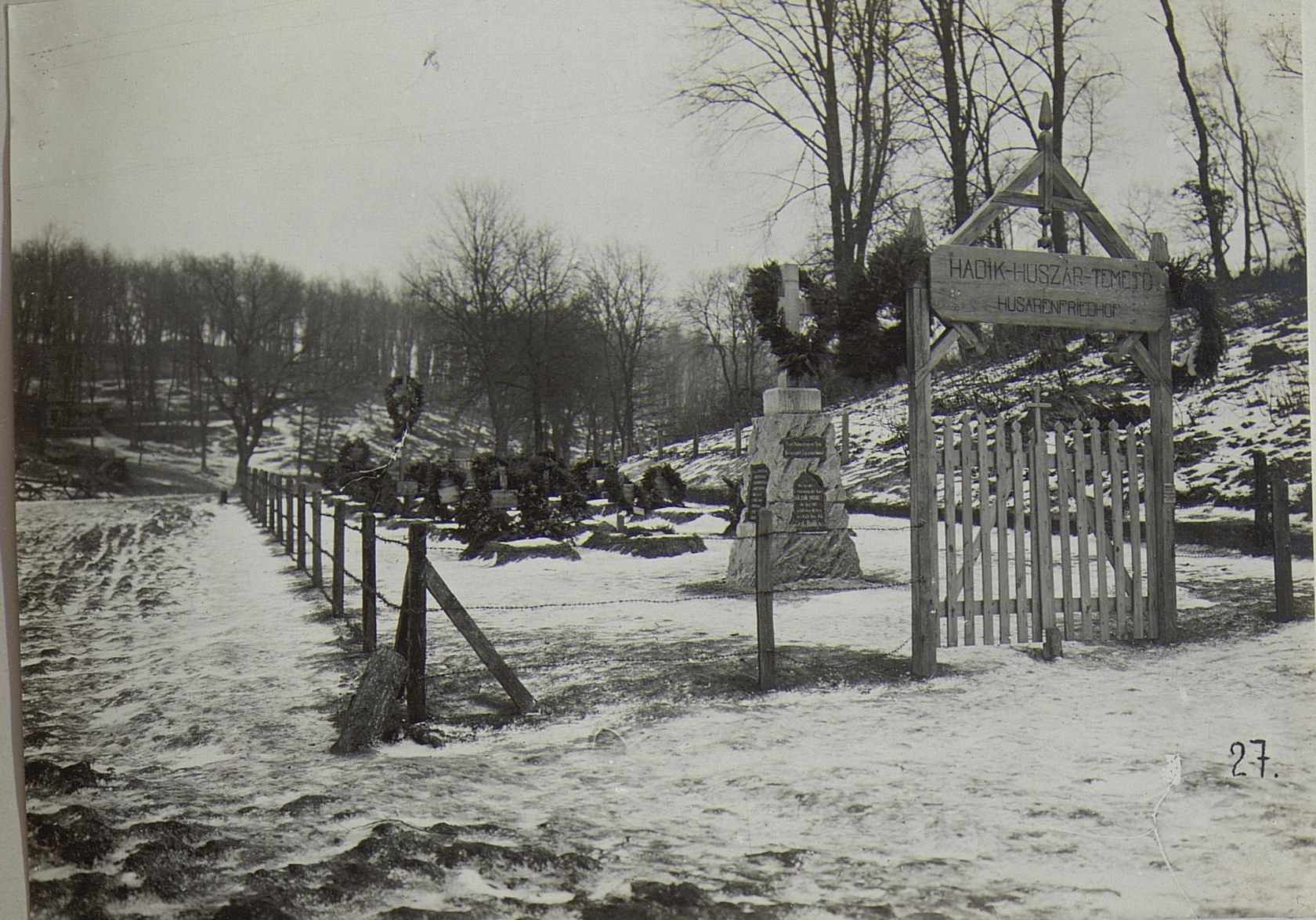
Friedhof des Regiments bei Rarancze etwa 1916

Im Ersten Weltkrieg sahen sich die Husaren den unterschiedlichsten Verwendungen ausgesetzt. Sie kämpften zunächst kavalleristisch entweder im Regimentsverband oder Eskadronsweise aufgeteilt als Divisionskavallerie, wurden aber auch auf allen Kriegsschauplätzen infanteristisch verwendet.

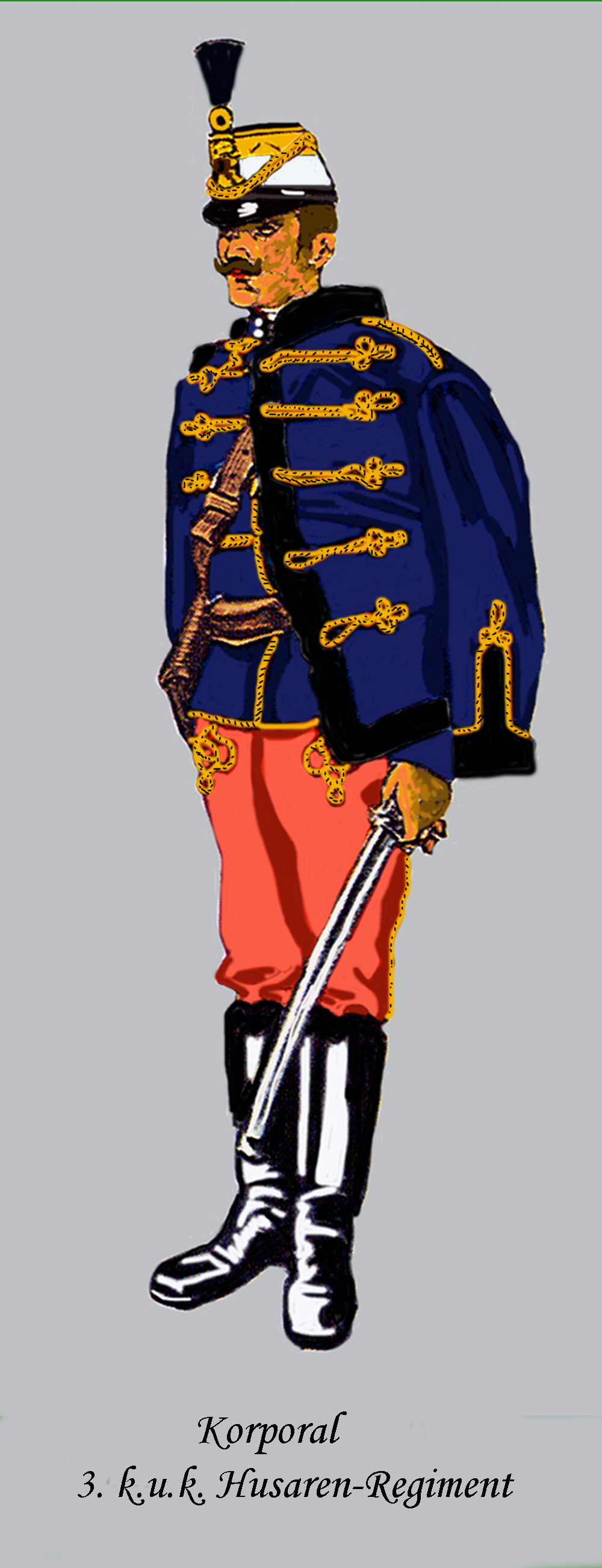
Uniform bis 1916

## Verbleib
Nach der Proklamation Ungarns als eigenständiger Staat im Oktober 1918 wurden die ungarischstämmigen Soldaten von der Interimsregierung aufgerufen, die Kampfhandlungen einzustellen und nach Hause zurückzukehren. In der Regel wurde dieser Aufforderung Folge geleistet. Somit war der Verband seinem bisherigen Oberkommando, dem k.u.k. Kriegsministerium entzogen und konnte von diesem nicht demobilisiert und allenfalls theoretisch aufgelöst werden. Ob, wann und wo eine solche Auflösung stattgefunden hat, ist gegenwärtig nicht bekannt.

## Status und Verbandszugehörigkeit 1914
VII. Korps – 2. Kavallerie-Truppendivision – 16. Kavalleriebrigade
Nationalitäten: 68 % Magyaren – 32 % Sonstige
Regimentssprache: ungarisch
Uniform: Dunkelblaue Attila mit gelben Oliven (Knöpfen). Der Tschakobezug war weiß.

## Gliederung
Ein Regiment bestand in der Österreichisch-Ungarischen Kavallerie in der Regel ursprünglich aus drei bis vier (in der Ausnahme auch mehr) Division. (Mit Division wurde hier ein Verband in Bataillonsstärke bezeichnet. Die richtige Division wurde Infanterie- oder Kavallerie-Truppendivision genannt.) Jede Division hatte drei Eskadronen, deren jede wiederum aus zwei Kompanien bestand. Die Anzahl der Reiter in den einzelnen Teileinheiten schwankte, lag jedoch normalerweise bei etwa 80 Reitern je Kompanie, bzw. 160 Reitern je Eskadron.
(Bei der, durch Kaiser Joseph II. begonnenen Heeresreform war die Kompaniegliederung innerhalb der Kavallerie bereits aufgegeben worden.)
Die einzelnen Divisionen wurden nach ihren formalen Führern benannt:
- die 1. Division war die Oberst-Division
- die 2. Division war die Oberstlieutenant (Oberstleutnant)-Division
- die 3. Division war die Majors-Division
- die 4. Division war die 2. Majors-Division
- die 5. Division (soweit vorhanden) war die 3. Majors-Division

Im Zuge der Heeresreform wurden die Kavallerie-Regimenter ab 1860 auf zwei Divisionen reduziert.
Bedingt durch die ständige Umbenennung sind die Regimentsgeschichten der österreichisch-ungarischen Kavallerie nur sehr schwer zu verfolgen. Hinzu kommt die ständige und dem Anschein nach willkürliche, zu Teil mehrfache Umklassifizierung der Verbände. (Zum Beispiel: K.u.k. Böhmisches Dragoner-Regiment „Fürst zu Windisch-Graetz“ Nr. 14)